# Propalticus oculatus
Propalticus oculatus är en skalbaggsart som beskrevs av Sharp 1879. Propalticus oculatus ingår i släktet Propalticus och familjen Propalticidae. Inga underarter finns listade i Catalogue of Life.